# Az Ige temploma
Az isteni Ige temploma Miskolcon, az Avas-dél lakótelepen áll, a jezsuita gimnázium szomszédságában. 1992 szeptemberében szentelték fel.
Visszaemlékezések szerint az Avas-dél lakótelep második és harmadik üteme között, az Egyetemváros felé eső részen azért nem építettek be egy nagyobb területet, mert oda ökumenikus egyházi komplexumot képzeltek el. Erre sokáig nem került sor, de az 1980-as évek végén újra felmerült az igény, egy református gimnázium építésével együtt. Az elképzelést 1986-ban dr. Velkey László orvosprofesszor, akkori országgyűlési képviselő indítványozta a városi tanács ülésén, végül hivatalosan Seregély István egri érsek kezdeményezte. Az ökumenikus elképzelést eredetileg a római, a görögkatolikus, a református és az evangélikus egyház is támogatta, de a két utóbbi visszalépett.
Az alapkőletétel 1989-ben volt, a templom tervezője Ferencz István volt. A panelépületekkel körbevett területre vöröstéglás architektúrát tervezett, amihez hozzágondolta a tervezett jezsuita gimnázium hasonló kialakítású tömbjét is. A tervek sikerrel vettek részt a Velencei Építészeti Biennálén, „Egyházi oktatási épületegyüttes, 1999–2000, Miskolc” címmel. A megállapodás értelmében a templom főhajójának 4/5 része római katolikus, 1/5 része görögkatolikus tulajdon lesz, a templom titulusa Isteni Ige temploma, a görögkatolikus kápolnáé pedig Szent János apostol és evangélista. 
A földmunkák 1990 júniusában kezdődtek el. 1992 húsvétjára elkészült a görögkatolikus kápolna. A kápolnát Mosolygó Marcell Búza téri főesperes parókus szentelte fel. Szeptember 27-én felszentelték az Isteni Ige templomát és egyúttal letették a gimnázium alapkövét is. Jelen voltak Kada Lajos pápai nuncius, Seregély István egri érsek és Keresztes Szilárd hajdúdorogi megyés püspök. 1993 és 1995 között felépült az észak-olasz mintát követő harangtorony is. A Szent Ferenc nevű harang 420 kg, a Szent Erzsébet pedig 243 kg tömegű, mindkettőt Gombos Lajos öntötte 1992-ben, a Hudy család támogatásával.
A templom római katolikus kápolnájának szárnyas oltárát Máger Ágnes, a fából faragott keresztút stációikat Kopp Judit készítette. A görögkatolikus kápolnát Kárpáti László szekkói és ikonjai, valamint dr. Janka Gábor ikonjai díszítik. A templom főhajójának négy evangélistáját Xantus Géza csíkszeredai festőművész, a Szent Koronát felajánló Szent Istvánt és a gyermek Jézust karján tartó Máriát ábrázoló fatáblát Salló István csíkszeredai fafaragó készítette. Az együttes műalkotásokkal való gazdagítása folyamatosan történik.